# 16a etapa del Tour de França de 2011
La 16a etapa del Tour de França de 2011 es disputà el dimarts 19 de juliol de 2011 sobre un recorregut de 163 km entre Sent Paul de Tricastin i Gap. El vencedor de l'etapa fou el noruec Thor Hushovd (Garmin-Cervélo), que s'imposà al seu compratriota Edvald Boasson Hagen (Team Sky). El francès Thomas Voeckler conservà el lideratge en la classificació general, tot i haver perdut temps respecte a alguns dels favorits finals, com ara Cadel Evans, Alberto Contador i Samuel Sánchez.

## Perfil de l'etapa
Etapa prealpina, amb una sola dificultat muntanyosa en la part final de l'etapa. Els primers 75 km són un fals pla, per tot seguit afrontar 15 km una mica més exigents en passar pel coll no puntuable de Saulce. Després de 10 km de descens els ciclistes afronten un altre llarg fals pla, en què passen per l'esprint intermedi, situat a Vèina (km 117,5). Al km 139 passen per Gap per anar a buscar el Coll de Manse, de segona categoria, i que es troba a sols 11,5 km de la meta, situada a Gap.

## Desenvolupament de l'etapa
Etapa disputada a un ritme de vertigen en què nombrosos ciclistes buscaren, sense sort, l'escapada bona del dia. Especialment insistents foren Sylvain Chavanel (QuickStep Cycling Team), David Millar (Garmin-Cervélo), Rémy di Gregorio (Astana Qazaqstan Team) o Joan Antoni Flecha (Team Sky).
No va ser fins al km 91 quan es formà l'escapada del dia, integrada per 11 ciclistes, entre ells: Thor Hushovd, Ryder Hesjedal (Garmin-Cervélo), Edvald Boasson Hagen (Team Sky), Andrí Hrivko (Astana Qazaqstan Team), Jérémy Roy (FDJ), Tony Martin (Team HTC-High Road), Mikhaïl Ignàtiev (Team Katusha). La seva màxima diferència fou de 6' 20" a 25 km de meta, en començar l'única dificultat muntanyosa del dia. En el primer quilòmetre d'ascensió atacà Ignàtiev. Per darrere, Hesjedal va ser el primer a superar-lo, sent atrapat per Hushovd i Boasson Hagen en el descens. El final es decidí a l'esprint, sent el vencedor el vigent campió del món, Thor Hushovd, que d'aquesta manera aconseguia la seva 10a victòria d'etapa al Tour de França.
Entre el grup dels favorits, Alberto Contador atacà quan sols es duien dos quilòmetres de pujada. El seu ritme sols va poder ser seguit per Cadel Evans (BMC Racing Team) i Samuel Sánchez (Euskaltel–Euskadi). A l'arribada aconseguí 18" sobre Thomas Voeckler i Fränk Schleck, mentre que Andy Schleck, perdé 51" sobre Evans i 48" sobre Contador.

## Esprints
| Primer  | Dries Devenyns       | 20 pts |
| Segon   | Jérémy Roy           | 17 pts |
| Tercer  | Tony Martin          | 15 pts |
| Quart   | Thor Hushovd         | 13 pts |
| Cinquè  | Ryder Hesjedal       | 11 pts |
| Sisè    | Andrí Hrivko         | 10 pts |
| Setè    | Marco Marcato        | 9 pts  |
| Vuitè   | Mikhaïl Ignàtiev     | 8 pts  |
| Novè    | Alan Pérez Lezaun    | 7 pts  |
| Desè    | Edvald Boasson Hagen | 6 pts  |
| Onzè    | Fabrice Jeandesboz   | 5 pts  |
| Dotzè   | Samuel Dumoulin      | 4 pts  |
| Tretzè  | Bauke Mollema        | 3 pts  |
| Catorzè | Blel Kadri           | 2 pts  |
| Quinzè  | Sébastien Minard     | 1 pts  |

| Primer  | Thor Hushovd         | 30 pts |
| Segon   | Edvald Boasson Hagen | 25 pts |
| Tercer  | Ryder Hesjedal       | 22 pts |
| Quart   | Tony Martin          | 19 pts |
| Cinquè  | Mikhaïl Ignàtiev     | 17 pts |
| Sisè    | Alan Pérez Lezaun    | 15 pts |
| Setè    | Jérémy Roy           | 13 pts |
| Vuitè   | Marco Marcato        | 11 pts |
| Novè    | Dries Devenyns       | 9 pts  |
| Desè    | Andrí Hrivko         | 7 pts  |
| Onzè    | Cadel Evans          | 6 pts  |
| Dotzè   | Alberto Contador     | 5 pts  |
| Tretzè  | Samuel Sánchez       | 4 pts  |
| Catorzè | José Joaquín Rojas   | 3 pts  |
| Quinzè  | Philippe Gilbert     | 2 pts  |

## Ports de muntanya
- 1. Coll de Manse. 1.268 m. 2a categoria (km 151) (9,5 km al 5,2%)

| Primer | Ryder Hesjedal       | 5 pts |
| Segon  | Thor Hushovd         | 3 pts |
| Tercer | Edvald Boasson Hagen | 2 pts |
| Quart  | Tony Martin          | 1 pt  |

## Classificació de l'etapa
|    | Ciclista             | Equip                  | Temps      |
| -- | -------------------- | ---------------------- | ---------- |
| 1  | Thor Hushovd         | Garmin-Cervélo         | 3h 31' 38" |
| 2  | Edvald Boasson Hagen | Team Sky               | m. t.      |
| 3  | Ryder Hesjedal       | Garmin-Cervélo         | + 02"      |
| 4  | Tony Martin          | Team HTC-High Road     | + 38"      |
| 5  | Mikhaïl Ignàtiev     | Team Katusha           | + 52"      |
| 6  | Alan Pérez Lezaun    | Euskaltel–Euskadi      | + 1' 25"   |
| 7  | Jérémy Roy           | FDJ                    | + 1' 25"   |
| 8  | Marco Marcato        | Vacansoleil-DCM        | + 1' 55"   |
| 9  | Dries Devenyns       | QuickStep Cycling Team | + 1' 55"   |
| 10 | Andrí Hrivko         | Astana Qazaqstan Team  | + 1' 58"   |

## Classificació general
|    | Ciclista         | Equip               | Temps       |
| -- | ---------------- | ------------------- | ----------- |
| 1  | Thomas Voeckler  | Team Europcar       | 69h 00' 56" |
| 2  | Cadel Evans      | BMC Racing Team     | + 1' 45"    |
| 3  | Frank Schleck    | Team Leopard-Trek   | + 1' 49"    |
| 4  | Andy Schleck     | Team Leopard-Trek   | + 3' 03"    |
| 5  | Samuel Sánchez   | Euskaltel–Euskadi   | + 3' 26"    |
| 6  | Alberto Contador | Saxo Bank-Sungard   | + 3' 42"    |
| 7  | Ivan Basso       | Liquigas-Cannondale | + 3' 49"    |
| 8  | Damiano Cunego   | Lampre-ISD          | + 4' 01"    |
| 9  | Tom Danielson    | Garmin-Cervélo      | + 6' 04"    |
| 10 | Rigoberto Urán   | Team Sky            | + 7' 55"    |

|    | Ciclista           | Equip              | Total   |
| -- | ------------------ | ------------------ | ------- |
| 1r | Mark Cavendish     | Team HTC-High Road | 319 pts |
| 2n | José Joaquín Rojas | Movistar Team      | 285 pts |
| 3r | Philippe Gilbert   | Omega Pharma-Lotto | 250 pts |

|    | Ciclista        | Equip              | Total  |
| -- | --------------- | ------------------ | ------ |
| 1r | Jelle Vanendert | Omega Pharma-Lotto | 74 pts |
| 2n | Samuel Sánchez  | Euskaltel–Euskadi  | 72 pts |
| 3r | Jérémy Roy      | FDJ                | 45 pts |

|    | Ciclista       | Equip         | Temps       | Temps |
| -- | -------------- | ------------- | ----------- | ----- |
| 1r | Rigoberto Urán | Team Sky      | 69h 08' 51" |       |
| 2n | Rein Taaramae  | Cofidis       | + 1' 07"    |       |
| 3r | Pierre Rolland | Team Europcar | + 1' 58"    |       |

|    | Equip             | Temps        | Temps |
| -- | ----------------- | ------------ | ----- |
| 1r | Garmin-Cervélo    | 206h 31' 24" |       |
| 2n | Team Leopard-Trek | + 07' 01"    |       |
| 3r | Team Europcar     | + 8' 14"     |       |

## Abandonaments
No es produí cap abandonament durant la disputa de l'etapa.